# Корін Ле Пулен
Корін Ле Пулен (фр. Corinne Le Poulain; 26 травня 1948, Неї-сюр-Сен, департамент О-де-Сен, Франція — 10 лютого 2015, Париж) — французька актриса театру і кіно.

## Біографія
Корін Ле Пулен, племінниця французького театрального діяча Жана Ле Пулена, який став у 1980-х роках керівником театру Комеді Франсез, розпочала свою акторську діяльність 1967 року, коли зіграла у п'єсі «Сорок каратів». Виконала кілька десятків ролей, переважно у п'єсах бульварного театру. Грала з деякими зірками першої величини — наприклад, із Луї де Фюнесом у п'єсі «Оскар» у 1970-х роках. В інтерв'ю говорила, що їй подобається народний бульварний театр, а з віком ще більше, бо вона тепер може грати бабусь.
У кіно грала переважно невеликі ролі, зазвичай у серіалах, телефільмах чи телевиставах. Винятком були головні ролі в серіалах «Блиск і злидні куртизанок», поставленому в 1975 за романом Оноре де Бальзака, де Корін зіграла роль Естер, і «Сем і Саллі» 1978, де вона виконала одну з двох великих ролей. Пізніше, 1994 року, була також запрошена Жаном-П'єром Мокі на досить помітну роль Глорії в його комедії Бонсуар.
Померла 10 лютого 2015 року в Парижі у віці 66 років від раку.